# Liste der Monuments historiques in Marolles-lès-Bailly
Die Liste der Monuments historiques in Marolles-lès-Bailly führt die Monuments historiques in der französischen Gemeinde Marolles-lès-Bailly auf.

## Liste der Objekte
| Bezeichnung                      | Beschreibung                                             | Standort                     | Kennzeichnung | Schutzstatus | Datum     | Bild |
| -------------------------------- | -------------------------------------------------------- | ---------------------------- | ------------- | ------------ | --------- | ---- |
| Adlerpult                        | Eichenholz, farbig gefasst, 18. Jahrhundert              | in der Kirche St-Remi (Lage) | PM10004282    | Inscrit      | 1978      |      |
| Skulptur eines heiligen Bischofs | Holz, farbig gefasst und vergoldet, 18. Jahrhundert      | in der Kirche St-Remi (Lage) | PM10004281    | Inscrit      | 1978      |      |
| Chorgestühl                      | Eichenholz, Mitte des 16. Jahrhunderts                   | in der Kirche St-Remi (Lage) | PM10001165    | Classé       | 1894      |      |
| Skulptur Heiliger Ivo            | Kalkstein, farbig gefasst, Anfang des 16. Jahrhunderts   | in der Kirche St-Remi (Lage) | PM10001166    | Classé       | 1908      |      |
| Skulptur Madonna mit Kind        | Kalkstein, farbig gefasst und vergoldet, 15. Jahrhundert | in der Kirche St-Remi (Lage) | PM10001168    | Classé       | 1913      |      |
| Skulptur Heilige Katharina       | Holz, farbig gefasst und vergoldet, 18. Jahrhundert      | in der Kirche St-Remi (Lage) | PM10004280    | Inscrit      | 1978      |      |
| Kruzifix                         | Holz, einfarbig gefasst, 17. Jahrhundert                 | in der Kirche St-Remi (Lage) | PM10004283    | Inscrit      | 1978 1980 |      |
| Skulpturengruppe Kreuzabnahme    | Kalkstein, 16. Jahrhundert                               | in der Kirche St-Remi (Lage) | PM10001167    | Classé       | 1908      |      |
| Skulptur Heiliger Remigius       | Kalkstein, farbig gefasst und vergoldet, 16. Jahrhundert | in der Kirche St-Remi (Lage) | PM10001169    | Classé       | 1978      |      |
| Skulptur Heiliger Germanus       | Kalkstein, farbig gefasst und vergoldet, 16. Jahrhundert | in der Kirche St-Remi (Lage) | PM10001170    | Classé       | 1978      |      |